# Fizești
Fizești – wieś w Rumunii, w okręgu Hunedoara, w gminie Pui. W 2011 roku liczyła 327 mieszkańców.